# Alex Kometer
Alex Kometer (bürgerlich Alexander Kometer; *  2. Oktober 1973 in Innsbruck) ist ein österreichischer Radiomoderator, Autor und Schauspieler.

## Leben
Von 1998 bis 2006 arbeitete er bei Welle 1 Innsbruck und moderierte vor allem die Comedysendung Die Mittagspause. Hier präsentierte er eine tägliche Top 5 Liste. Er verabschiedete sich nach Sendungen stets: „Bis später, Kometer“.
Mit Thomas Kamenar produzierte er 2002 Filmparodien für die Morgenshow der Antenne Tirol. Weihnachten 2004 schrieb und sprach er für den Ö3-Wecker das Comedysegment Sandler Klaus und moderierte den Air & Style Contest in Seefeld.
2006 begann er auch für Life Radio Tirol zu arbeiten. Dort war er bis 2010 am Mikrofon. Hier war seine Comedyserie Im Stau der Gefühle, die er mit Martin Kolozs verfasste, zu hören.
Auf Ö1 war er als Sprecher für einige Beiträge der Sendung Diagonal – Radio für Zeitgenossen tätig.
Kometer trat als Schauspieler in verschiedenen Werbespots auf sowie in den Serien SOKO Kitzbühel und Der Bergdoktor. Er ist Mitautor des Films Der Goldene Nazivampir von Absam 2, in dem er auch in einer kleinen Rolle zu sehen ist. Auf der Bühne spielte er unter anderem 116 mal im Innsbrucker Kellertheater den Christopher Wren in Agatha Christies Die Mausefalle.
Er engagierte sich in Lesungen für verschiedene gemeinnützige Zwecke, etwa das Tiroler Frauenhaus und die Aktion „Welttag des Buches“.